# Адміністративний устрій Іванківського району
Адміністративний устрій Іванківського району — адміністративно-територіальний поділ Іванківського району Київської області на 1 селищну, 26 сільських рад та місто Чорнобиль, які підпорядковується Іванківській районній раді. На території району 82 населених пункти. Адміністративний центр — смт Іванків.

## Список радІванківського району
| №  | Назва                           | Центр               | Населені пункти                                                      | Площа км² | Місце за площею | Населення (2001), осіб. | Місце за населенням |
| -- | ------------------------------- | ------------------- | -------------------------------------------------------------------- | --------- | --------------- | ----------------------- | ------------------- |
|    |                                 | м. Чорнобиль        | м. Чорнобиль                                                         |           |                 |                         |                     |
| 1  | Іванківська селищна рада        | смт Іванків         | смт Іванків с. Болотня с. Запрудка с. Федорівка                      |           |                 |                         |                     |
| 2  | Блідчанська сільська рада       | с. Блідча           | с. Блідча с. Коленці с. Коленцівське с. Леонівка                     |           |                 |                         |                     |
| 3  | Варівська сільська рада         | с. Варівськ         | с. Варівськ с. Людвинівка с. Рахвалівка                              |           |                 |                         |                     |
| 4  | Горностайпільська сільська рада | с. Горностайпіль    | с. Горностайпіль с. Губин с. Лапутьки                                |           |                 |                         |                     |
| 5  | Димарська сільська рада         | с. Рудня-Левківська | с. Рудня-Левківська с. Димарка с. Старий Міст с. Шевченкове          |           |                 |                         |                     |
| 6  | Дитятківська сільська рада      | с. Дитятки          | с. Дитятки с. Зорин с. Фрузинівка                                    |           |                 |                         |                     |
| 7  | Жміївська сільська рада         | с. Жміївка          | с. Жміївка с. Верхолісся                                             |           |                 |                         |                     |
| 8  | Заруддянська сільська рада      | с. Заруддя          | с. Заруддя с. Калинове с. Осовець с. Слобода-Кухарська               |           |                 |                         |                     |
| 9  | Кропивнянська сільська рада     | с. Кропивня         | с. Кропивня с. Мокра Корма с. Рудня-Сидорівська                      |           |                 |                         |                     |
| 10 | Кухарівська сільська рада       | с. Кухарі           | с. Кухарі с. Підгайне с. Яхнівка                                     |           |                 |                         |                     |
| 11 | Ладижицька сільська рада        | с. Сукачі           | с. Сукачі                                                            |           |                 |                         |                     |
| 12 | Макарівська сільська рада       | с. Макарівка        | с. Макарівка с. Мала Макарівка с. Нові Макалевичі с. Русаки          |           |                 |                         |                     |
| 13 | Мусійківська сільська рада      | с. Мусійки          | с. Мусійки с. Поталіївка                                             |           |                 |                         |                     |
| 14 | Обуховицька сільська рада       | с. Обуховичі        | с. Обуховичі с. Станішівка                                           |           |                 |                         |                     |
| 15 | Оливська сільська рада          | с. Олива            | с. Олива с. Захарівка с. Старовичі                                   |           |                 |                         |                     |
| 16 | Олізарівська сільська рада      | с. Олізарівка       | с. Олізарівка                                                        |           |                 |                         |                     |
| 17 | Оранська сільська рада          | с. Оране            | с. Оране с. Степанівка с. Хочева                                     |           |                 |                         |                     |
| 18 | Пісківська сільська рада        | с. Піски            | с. Піски с. Доманівка с. Карпилівка с. Ковалівка                     |           |                 |                         |                     |
| 19 | Прибірська сільська рада        | с. Прибірськ        | с. Прибірськ с. Пироговичі                                           |           |                 |                         |                     |
| 20 | Розважівська сільська рада      | с. Розважів         | с. Розважів с. Жерева с. Жеревпілля с. Ставрівка с. Шевченкове       |           |                 |                         |                     |
| 21 | Сидоровицька сільська рада      | с. Сидоровичі       | с. Сидоровичі с. Буда-Полідарівська с. Полідарівка                   |           |                 |                         |                     |
| 22 | Старосоколівська сільська рада  | с. Старі Соколи     | с. Старі Соколи с. Красилівка с. Нові Соколи с. Потоки               |           |                 |                         |                     |
| 23 | Страхоліська сільська рада      | с. Страхолісся      | с. Страхолісся с. Медвин                                             |           |                 |                         |                     |
| 24 | Термахівська сільська рада      | с. Термахівка       | с. Термахівка с. Чкаловка                                            |           |                 |                         |                     |
| 25 | Тетерівська сільська рада       | с. Тетерівське      | с. Тетерівське                                                       |           |                 |                         |                     |
| 26 | Феневицька сільська рада        | с. Феневичі         | с. Феневичі с. Рудня-Тальська с. Рудня-Шпилівська с. Соснівка        |           |                 |                         |                     |
| 27 | Шпилівська сільська рада        | с. Шпилі            | с. Шпилі с. Білий Берег с. Воропаївка с. Зимовище с. Рокитна Слобода |           |                 |                         |                     |

* Примітки: м. — місто, смт — селище міського типу, с. — село, с-ще — селище